# Harlekin skelet (dokumentarfilm)
Harlekin skelet er en dansk dokumentarfilm fra 2000 instrueret af Ole Henning Hansen og efter manuskript af Henrik Fabricius. Filmen, der handler om Pantomimeteatret i Tivoli, blev optaget i september 1999 med medvirken af Pantomimeteatrets kostumier, Anne-Birgitte Lang, Helge Andersen og Periskopudlejningsforretningen. Filmen kom både i dansk og i en engelsk udgave, og kunne derved udover at blive et historisk dokument også blive et visitkort for København og Tivoli. Den danske udgave af filmen udkom i november 2000.

## Handling
Film om Pantomimeteatret i Tivoli med uddrag af pantomimen Harlekin skelet.